# Unió 55+
Unió 55+ fou un partit polític neerlandès de pensionistes fundat l'1 de desembre de 1992 per antics militants del Partit del Treball i del Partit Socialista, que consideraven que no curaven suficient les polítiques per a la tercer edat, i que es presentà a les eleccions de 1994, durant la campanya va organitzar manifestacions de protesta i va obtenir 1 escó per a Bertus Leerkes. A les eleccions de 1998 va presentar-se juntament amb l'Aliança General de l'Ancianitat, però no van assolir representació i es van dissoldre.

## Resultats electorals
| Any  | Vots             | %                | Escons  | +/- | Govern            |
| ---- | ---------------- | ---------------- | ------- | --- | ----------------- |
| 1994 | 78,147           | 0.87             | 1 / 150 | Nou | Oposició          |
| 1998 | Coalició amb AOV | Coalició amb AOV | 0 / 150 | 7   | Extraparlamentari |